# Любовь — болезнь
«Любовь — болезнь» (англ. The Big Sick) — американская полу-автобиографическая романтическая комедия режиссёра Майкла Шоуолтера. Мировая премьера фильма состоялась на Кинофестивале «Сандэнс» 20 января 2017 года. Премьера в кинотеатрах состоялась 14 июля 2017 года.
Фильм собрал 56 млн долларов по всему миру и стал самым кассовым независимым фильмом в 2017 году.

## Сюжет
Фильм основан на реальных событиях, рассказывая историю любви Кумэйла Нанджиани и Эмили Гордон, которым пришлось справляться со своими культурными различиями после того, как Эмили заболела.

## В ролях
- Кумэйл Нанджиани — играет самого себя
- Зои Казан — Эмили Гарднер (прототип Эмили Гордон)[10]
- Холли Хантер — Бет Гарднер, мать Эмили[11]
- Рэй Романо — Терри Гарднер, отец Эмили[11]
- Адиль Ахтар — Навид[12]
- Зенобия Шрофф — Шармин
- Анупам Кхер — Азмат[13][14]
- Бо Бёрнэм — Си Джей[15]
- Эйди Брайант — Мэри[15]
- Ребекка Наоми Джонс — Джесси
- Курт Браунолер — Крис[15]
- Шехназ Трисурьявала — Фатима
- Дэвид Алан Грир — Энди Додд[16][17]
- Велла Ловелл — Хадиджа
- Линда Эмонд — доктор Каннингем

## Критика
Фильм получил признание кинокритиков. На сайте Rotten Tomatoes фильм имеет рейтинг 98 % на основе 257 рецензий со средним баллом 8,3 из 10. На сайте Metacritic фильм имеет оценку 86 из 100 на основе 47 рецензий критиков, что соответствует статусу «всеобщее признание». На сайте CinemaScore зрители дали фильму оценку A по шкале от A+ до F.

## Награды и номинации
| Награды и номинации            | Награды и номинации | Награды и номинации                  | Награды и номинации                | Награды и номинации | Награды и номинации |
| Награда                        | Год                 | Категория                            | Номинант                           | Результат           | Прим.               |
| ------------------------------ | ------------------- | ------------------------------------ | ---------------------------------- | ------------------- | ------------------- |
| Оскар                          | 2018                | Лучший оригинальный сценарий         | Эмили В. Гордон и Кумэйл Нанджиани | Номинация           |                     |
| Общество кинокритиков Детройта | 2017                | Лучший сценарий                      | Эмили В. Гордон и Кумэйл Нанджиани | Номинация           | [ 21 ]              |
| Общество кинокритиков Детройта | 2017                | Лучшая женская роль второго плана    | Холли Хантер                       | Номинация           | [ 21 ]              |
| Общество кинокритиков Детройта | 2017                | Лучший актёрский состав              | Любовь — болезнь                   | Номинация           | [ 21 ]              |
| Gotham Independent Film Awards | 2017                | Лучший сценарий                      | Эмили В. Гордон и Кумэйл Нанджиани | Номинация           | [ 22 ]              |
| Независимый дух                | 2017                | Лучшая женская роль второго плана    | Холли Хантер                       | Номинация           | [ 23 ]              |
| Независимый дух                | 2017                | Лучший дебютный сценарий             | Эмили В. Гордон и Кумэйл Нанджиани | Победа              | [ 23 ]              |
| Спутник                        | 2017                | Лучший фильм                         | Любовь — болезнь                   | Номинация           | [ 24 ]              |
| Спутник                        | 2017                | Лучшая женская роль второго плана    | Холли Хантер                       | Номинация           | [ 24 ]              |
| Премия Гильдии киноактёров США | 2018                | Лучшая женская роль второго плана    | Холли Хантер                       | Номинация           |                     |
| Премия Гильдии киноактёров США | 2018                | Лучший актёрский состав              |                                    | Номинация           |                     |
| South by Southwest             | 2017                | Приз зрительский симпатий: Избранное | Майкл Шоуолтер                     | Победа              | [ 25 ]              |